# Dia D
El Dia D és un criptònim utilitzat de forma genèrica pels militars amb la finalitat d'indicar el dia en el qual s'inicia un atac o una operació de combat. Històricament, s'utilitzava el terme dia D per referir-se al 6 de juny de 1944, durant la Segona Guerra Mundial, el dia quan va iniciar l'Operació Overlord, és a dir, el desembarcament de Normandia que havia de permetre als Aliats obrir un segon front a Europa continental en la lluita contra l'Alemanya nazi. El dia previst per a dur a terme el desembarcament era el 5 de juny; però les males condicions meteorològiques i marítimes van fer ajornar l'atac fins a l'endemà.
Quan estan utilitzats els signes D i H juntament amb figures de + i -, aquestes termes indiquen el punt de temps que precedeix o que segueix una acció especifica. Així doncs, H-3 significa 3 hores abans de l'hora H, i D+2 significa 3 dies després del dia D. El Dia D també ha estat utilitzat pel Regne Unit el 15 de febrer de 1971, per referir-se al dia en el qual la lliura esterlina incorporà els decimals.

## Desembarcament de Normandia
El Dia D s'utilitza per referir-se a la batalla de Normandia, que va marcar l'inici de l'alliberació de l'Europa continental ocupada per l'Alemanya nazi durant la Segona Guerra Mundial, en el qual varen participar els Estats Units, el Regne Unit i el Canadà. Per aquesta batalla, el Dia D fou fixat el 6 de juny de 1944.
La batalla de Normandia, denominada en clau operació Overlord, fou una invasió d'Europa a mans dels aliats al nord-est de França ocupada pels nazis. El desembarcament, denominat en clau Operació Neptú, va ser dut a terme per les forces aliades de la II Guerra Mundial sota el comandament de Dwight D. Eisenhower. L'esforç dels aliats es va concentrar a desembarcar a Europa un exèrcit que, després d'alliberar França, arribés fins al Tercer Reich. Els preparatius de l'operació Overlord es van iniciar a Gran Bretanya.
L'operació Overlord involucrava l'exèrcit dels Estats Units i de Gran Bretanya, juntament amb tropes franceses, poloneses i altres nacionalitats. Originalment, la missió hauria d'haver començat el 5 de junt però a causa de la meteorologia es va iniciar la matinada del 6 de juny.

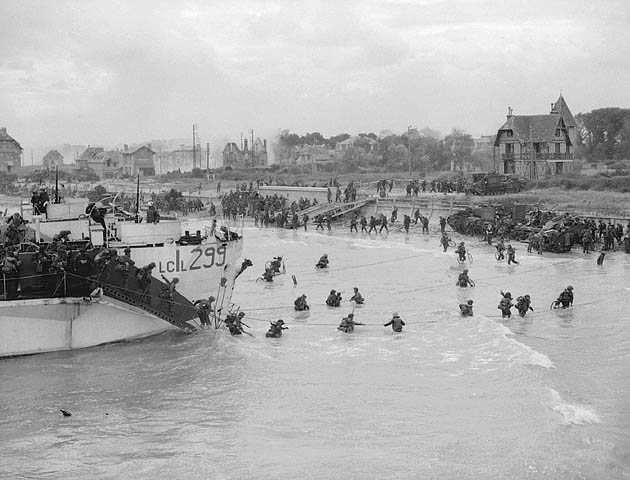
Dia D. 6 juny 1944.

Hi va haver cinc platges de desembarcament: Utah, Omaha, Gold, Juno i Sword. Durant les hores prèvies a la matinada, mentre els paracaigudistes lluitaven en els camps normands, la flota més gran que s'hagi vist navegant pels oceans, va començar a concentrar-se enfront de les platges. Eren gairebé cinc mil vaixells que transportaven uns dos-cents mil soldats, mariners i guardacostes. A les 6:30 hores percebuts per un intens bombardeig naval i aeri, uns quants milers d'aquests homes començaren a desembarcar en les primeres onades de la invasió.

## L'exèrcit Alemany
Els soldats Nazis van defensar la costa francesa amb una muralla, la muralla atlàntica de Hitler, una xarxa de fortificacions impressionant sobre el paper però en realitat incompleta. Com que els alemanys esperaven el desembarcament sobre la zona més propera a Anglaterra, el Pas de Calais (així també s'ho van fer creure les forces dels serveis secrets aliats), aquella àrea estava més fortificada que la de Normandia, no tan preparada.
Per cobrir tot aquest front de platja, el Mariscal de camp Gerd Von Runstedt va haver de dispersar molt les unitats disponibles, concentrant les unitats mòbils a segona línia, i a les platges les unitats d'infanteria formades per personal més gran o més jove de l'habitual, fins i tot per soldats de l'Europa de l'est. Hitler concentrava les forces encuirassades a prop de París, per a enviar-les allà on fossin falta sota el seu comandament. Erwin Rommel creia que els desembarcaments s'havien de derrotar a les mateixes platges mentre que von Runstedt preferia mantenir les forces mòbils a segona línia.
El comandament era en mans d'Erwin Rommel i el comandant suprem de les forces de l'oest era el Mariscal de camp Gerd Von Runstedt.

## Exèrcit aliat
Bàsicament, l'exèrcit aliat tenia com a objectiu desorientar els alemanys sobre la força real aliada que havia d'actuar. L'objectiu va ser aconseguit fàcilment. L'exèrcit aliat estava formar per 1.750.000 britànics, 1.500.000 soldats dels EUA i 44.000 voluntaris d'altres nacionalitats. Era un exèrcit de 3.500.000 homes i 20 milions de tones de recursos materials. El comandant suprem de les forces aliades era l'estatunidenc Dwight D. Eisenhower, un general que mai havia lluitat però que va saber coordinar els esforços d'una operació de grans magnituds.
Pel que fa a recursos materials tenien 5.000 vaixells. 6 cuirassats (93 destructors, 22 creuers, 1.600 llanxes de desembarcament i unes altres embarcacions). Els equips de terra eren formats per 6 divisions d'infanteria, 11 divisions Encuirassades, 22 divisions motoritzades L'any 1942 les tropes aliades estaven disposades a obrir un segon front a Europa, però perquè aquesta missió tingués èxit s'havien d'aconseguir recursos humans i materials. Els Estats Units van començar a dur tropes i milions de tones de material a gran escala cap a Gran Bretanya. Durant l'operació de Normandia, dita «Overlord» el qual va succeir el 6 de juny de 1944, van preveure que el desembarcament seria d'uns 180.000 homes en la seva primera fase. D'aquesta manera podrien prendre el control del terreny i permetre l'arribada de més homes.

## Cinema
- Pel·lícula 1947: Le Bataillon du ciel d'Alexandre Esway i Joseph Kessel.
- Pel·lícula 1962: El día más largo
- Pel·lícula 1998: Saving Private Ryan
- Sèrie 2001: Band of Brothers
- Pel·lícula 2004:Ike, desembarco de Normandia, EUA. Director: Rob Harmon.
- Pel·lícula 2011: My Way dirigida per Kang Je-Gyu.